# Santa Rita, Cusihuiriachi
Santa Rita är en ort i Mexiko.   Den ligger i kommunen Cusihuiriachi och delstaten Chihuahua, i den nordvästra delen av landet, 1 300 km nordväst om huvudstaden Mexico City. Santa Rita ligger 2 079 meter över havet och antalet invånare är 116.
Terrängen runt Santa Rita är platt västerut, men österut är den kuperad. Runt Santa Rita är det mycket glesbefolkat, med 4 invånare per kvadratkilometer. Närmaste större samhälle är Colonia Cusi, 9,2 km väster om Santa Rita. Omgivningarna runt Santa Rita är i huvudsak ett öppet busklandskap.